# كاريوكا (مسلسل)
كاريوكا، مسلسل تلفزيوني مصري. يتناول السيرة الذاتية للفنانة تحية كاريوكا، ومشوارها الفني مستعرضا حياتها الشخصية. ومن إنتاج عام 2012 وقامت بأداء دور تحية كاريوكا الفنانة وفاء عامر ومن إخراج عمر الشيخ وتاليف فتحي الجندي.

## الفنانون المشاركون بالعمل

### البطولة[1]
- وفاء عامر: تحية كاريوكا
- عزت أبو عوف: سليمان نجيب
- فادية عبد الغني: بديعة مصابني
- محمد رمضان: محمد أنور السادات

### الأزواج
| - تامر عبد المنعم: انطوان أبن أخت بديعة مصابني وزوج جوليت أبنتها ثم ببا عز الدين ثم الزوج الأول لتحية كاريوكا - ناصر سيف: محمد باشا سلطان الزوج الثاني لتحية كاريوكا - طارق صبري: الضابط الأمريكي ليفني الزوج الثالث لتحية كاريوكا - هاني إبراهيم: المخرج فطين عبد الوهاب الزوج الرابع لتحية كاريوكا - ياسر علي ماهر: المذيع أحمد سالم الزوج الخامس لتحية كاريوكا - هاني كمال:حسين عاكف طيار الملك فاروق الزوج السادس لتحية كاريوكا | - أحمد رفعت: الممثل رشدي أباظة الزوج السابع لتحية كاريوكا - محمد نصر: مصطفى كمال صدقي الزوج الثامن لتحية كاريوكا - عاطف طنطاوي: عبد المنعم الخادم الزوج التاسع لتحية كاريوكا - نبيل نور الدين: الدكتور حسن حسني الزوج العاشر لتحية كاريوكا - حمزة العيلي: محرم فؤاد الزوج الحادي عشر لتحية كاريوكا - محمد حسني: فايز حلاوة الزوج الثالث عشر لتحية كاريوكا |

### أهل المسارح
| - مروة مهران: جمالات راقصة لدي بديعة مصابني - عاطف عوض: إيزاك مصمم الرقصات - رشا أمين: جوليت أبنة بديعة بالتنبي - سميحة عبد الهادي: سعاد محاسن راقصة - جميلة عزيز: جانيت راقصة | - أحمد النمرسي: محمد الدبس - نانا الأبياري: الراقصة ببا عز الدين - ندى عادل: تيتي راقصة بكازينو بديعة - إيمان سليم: جينا راقصة - عبير الضمراني: عزيزة راقصة | - ياسمين سمير: ببا إبراهيم راقصة - مروة نصير: نرجس أم حورية محمد - بوسي: سارة راقصة - شيرين فتحي: كريمة راقصة - محمد أبو عيسى: محمود شاب الكازينو | - محمد البططي: ضابط كازينو مصطفى رجائي - صبحي محمد: عامل الكازينو - شمس: راقصة الفرح - خالد توفيق: فيتاسيون صاحب كباريه |

### العائلة والأقارب
| - سلوى محمد علي: مريم النيداني - إسماعيل محمود: علي النيداني والد تحية - تهاني راشد: والدة علي النيداني وجدة تحية - لمياء الأمير: أم تحية - عبد الرحيم حسن: مرسي النيداني أخو تحية - فلك نور: زوجة أحمد وأم عثمان | - علاء مرسي: أحمد النيداني - عادل عطية: الزيني - عفاف مصطفى: زوجة الزيني - فاطمة محمود: فاطمة النبوية -أخت تحية طفلة - نوال سمير: نجية النيداني | - عبد الحميد سند: حسن النيداني عم تحية - منة حسام: تحية طفلة - لاشينة لاشين: زوجة مرسي النيداني - علياء عساف: تحية شابة - زينب محمود: فاطمة النبوية -أخت تحية شابة | - خالد أحمد سعيد: عثمان ابن أخو تحية - باسم شريف: عثمان أبن أحمد النيداني - روضة وائل: نجاة الجداوي (رجاء طفلة) بنت أخت تحية - يوسف عاطف: فاروق الجداوي: أبن أخت تحية طفل - سلمى المصري: نبيلة ابنة تحية بالتنبي |

### أهل السياسة والحكم
| - ناصر شاهين: أحمد حسنين باشا - خالد طلعت: صلاح سالم - حسام الجندي: الملك فاروق الأول | - عمر نجيب: يوسف رشاد - سهيلة حسين: الملكة نازلي - محمد غنيم: مصطفى النحاس | - محمود القشيري: مكرم عبيد - وليد فهد: البرنس حسن عكا - حمدي ندا: الامير عباس حليم | - جورجينا: الأميرة شويكار - ايمان سلامة: الملكة فريدة - ايان كيلواي: السفير البريطاني مايلز لامبسون | - رشا سامي: ناهد رشاد - عادل طلبة:أمين عثمان - حمادة بركات: جمال عبد الناصر |

### أهل الفن والتمثيل
| - حسن العدل: نجيب الريحاني - رضا إدريس: إسماعيل ياسين - ريهام حجاج: سامية جمال - أحمد أبو عميرة: فريد شوقي | - فاطمة صبا:صباح - محمد ثروت: صلاح أبو سيف - محمد أوسكار: يوسف عز الدين - وليد حيدر: فريد الأطرش | - أدهم عفيفي: الأديب يحيى حقي - ناصر عثمان: الأديب محمود طاهر لاشين - إبراهيم المصري:فؤاد الجزايرلي - نهى عابدين: سميحة توفيق | - وفاء قمر: كاميليا - محمود السركي: المخرج كمال بركات - ديميتري نعيم:عبد السلام النابلسي | - نيفين محمد: شادية - هشام حسين: المنتج عبد المقصود الفرجاني - عمر زهران: عمر زهران مخرج |

### أهل الأسماعيلية
| - علي عبد الرحيم: عامر - سيد الطيب: أبو المعاطي - غادة فلفل: ام رجب زوجة أبو المعاطي | - عبد الرؤوف الجندي: إسماعيل - محمد عرفات: محمود - مهران السيسي: بدر القهوجي | - أمين سعيد: محمود طفل - ليلى جمال: الصيادة - يوسف جلال: ضابط الإسماعيلية | - مجدي توفيق: رجل محطة القطار - عيد أبو الحمد: الحاج أحمد أمين |

### أخرين
| - حسناء سيف الدين: جانيت عشيقة رشدي أباظة - سمير صبري: بشخصيته الحقيقية - أيتن عامر: ممرضة مستشفي تحية - أحمد سعد: سباعي - ناصر عيد: ظابط الشقة - سامر المنياوي: عسكري المعتقل - طارق سليمان: مامور المعتقل - أشرف سامي: المحقق - إنتصار حسن: مدام صلاح حافظ | - علي جمال الدين: عزوز البقال - بدوي محمد: سعد القهوجي - كمال الحفناوي: طبيب بديعة - رجيف: مسيو جورج - ياسر جودة: محمد جعفر - مصطفى سلطان: مصطفى جعفر - تاتيانا: مدام صوفي - إحسان ترك: كالوميروس - أحمد دياب: طبيب جمالات | - محمد أبو عيسي: محمود - كريم راشد: البوسطجي - بلقيس: مدام بلانش - أشرف خاطر: ضابط الفيلا - عادل الطوبجي: خادم محمد باشا سلطان - الهادي سليمان: محمد حسن خادم الملك - محمد قشطة: طبيب الملك - أحمد أبو طالب: حسن فهمي عبد الحميد | - محمد عبد الله: خالد فوزي - رجائي فتحي: عم صابر - إيميل وديع: أحمد خورشيد - هدى الأعسر: أم صابر - فينيسنت بولين: ضابط الكمين الإنجليزي - ياسر السوري: طانيوس زوج جانيت - اياد خليل: بارمان لبنان - روز محمد: الخادمة شيتا | - سماح سليم: السارقة مستورة - يوسف بسيوني: ظابط مستورة - سمير حكيم: مدير إنتاج - غرام: نانا مهندسة ديكور - جمال عدس: طبيب مستشفي تحية - طلعت الشريف: مصطفى - سعيد المصري: الدكتور عبد الخالق - ليلي الإسكندرية: سيدة |

## الإداريون
- تصوير: رؤوف عبد العزيز (مدير التصوير)
- ماكياج: شريف هلال (ماكيير) مجدي خلف (كوافير)
- إنتاج: حازم شفيق (منتج فني) - The Gate Media Group (منتج)
- ملابس: سامية عبد العزيز (مصمم ملابس)
- موسيقى: رضوان نصري (الألحان والموسيقى التصويرية)
- ديكور: شيرين فرغل:(مهندس الديكور)
- تأليف: فتحي الجندي (قصة وسيناريو وحوار)
- إخراج: عمر الشيخ (مخرج) - محمد سعيد عبد الله (مخرج منفذ) - كريم مدحت (مخرج مساعد) - خالد سعيد (مخرج مساعد)